# La-Gomera-Rieseneidechse
Die La-Gomera-Rieseneidechse (Gallotia bravoana), auch Gomera-Rieseneidechse genannt, ist eine Art der Kanareneidechsen und lebt endemisch auf der Kanarischen Insel La Gomera.

## Merkmale
Die La-Gomera-Rieseneidechse ist eine große Art der Gattung Gallotia. Die Kopf- und Rumpflänge erreicht bei Männchen bis zu 19 cm und bei Weibchen bis zu 15,5 cm. Die Gesamtlänge variiert bei Männchen zwischen 33,7 und 49,0 cm und bei Weibchen zwischen 29,5 und 45,0 cm. Die Oberseite ist einheitlich schwarzbraun bei den Männchen und dunkelbraun bei den Weibchen. Bei letzteren finden sich neben der Rückenmitte jederseits eine Reihe dunkler Flecken sowie jeweils eine Reihe cremefarbener heller Querlinien. Die Kehlregion ist bei beiden Geschlechtern elfenbeinfarben. Dieses kontrastreich abgesetzte Helle zieht sich auf Höhe des Trommelfells teilweise an den Halsseiten hoch. Der Bauch und die Unterseite der Beine sowie des Schwanzes sind ebenfalls elfenbeinweiß. Die Jungtiere sind oberseits von der Grundfarbe heller, braun bis braungrau. Darauf finden sich kurze cremefarbene Querstreifen auf dem Rücken und mehrere Reihen mit hellen, oft himmelblauen Augenflecken an den Flanken. Die La-Gomera-Rieseneidechse ist eine Art mit nur einer Reihe von 5–6 Pterygoidzähnen, maximal 24 Maxillar- und 26 Dentalzähnen.

## Verwechslungsarten
Die im selben Lebensraum vorkommende Kleine Kanareneidechse ist deutlich kleiner und weist eine elfenbeinfarbene Kehl- bzw. Nackenregion auf. Die Männchen haben einen rundum schwarzen Kopf auf, oft auch große azurblaue Flecken im Schulterbereich und an den Flanken, die der Rieseneidechse fehlen. Bei den Weibchen finden sich oberseits helle Längsstreifen, die es ebenfalls bei der Rieseneidechse nicht gibt.

## Verbreitung

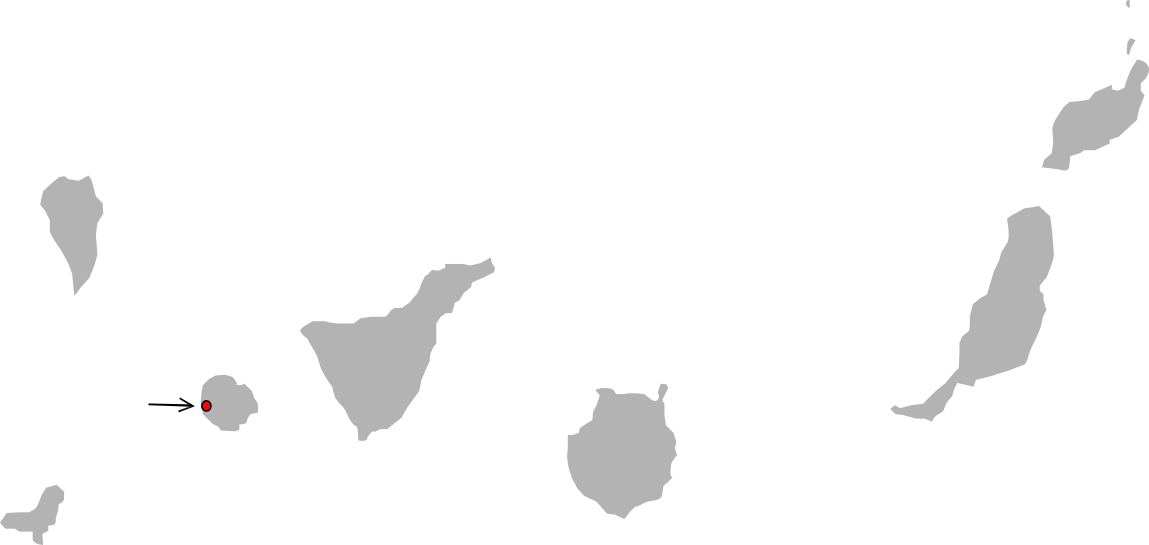
Das Verbreitungsgebiet der Art

Die Art ist nur im Westen der Insel La Gomera verbreitet, im Valle Gran Rey, und hier an den Westwänden der Steilwand Riscos de La Mérica. Es handelt sich vermutlich um ein Reliktvorkommen einer früher auf der Insel weiter verbreiteten Art.

## Lebensraum
Die Riscos de La Mérica sind nach Westen gerichtete, fast senkrecht abfallende, über 600 m hohe, aus Basalt bestehende Steilwände. Erst im unteren Drittel wird das Terrain durch Ausbildung ausgedehnter Schuttkegel flacher. Die Eidechsen leben von den Geröllhalden bis hinauf auf etwa 475 m Höhe. Darüber wird die Wand zu steil.

## Lebensweise
Das Verhalten der La-Gomera-Rieseneidechse im Freiland ist weitgehend unbekannt. Vorwiegend leben die Tiere im mittleren Teil der genannten Felswand und hier auf schmalen, mehr oder weniger ebenen Felssimsen. Hier finden die Tiere die Pflanzen, die sie als Nahrung benötigen. Im Frühjahr, wenn die Schuttkegel am Fuße der Wand kräftig bewachsen sind, kommen die Tiere herunter, um die Pflanzen zu fressen. Dabei setzen sie sich jedoch der Gefahr aus, durch wildernde Hauskatzen aus dem nahegelegenen Ort erbeutet zu werden.

## Gefährdung
Die IUCN listet die Art als vom Aussterben bedroht (critically endangered) mit einer steigenden Population. Die Art gehört zu den am stärksten gefährdeten Eidechsenarten der Kanaren. Gefährdungsfaktoren sind beispielsweise streunende Katzen und Steinrutsche an den bröckelnden Felswänden des Habitats. Erhebungen haben gezeigt, dass die Art in ihrem kleinen Habitat teilweise eine hohe Populationsdichte hat und der Bestand zunimmt, dennoch ist die Art wegen ihres kleinen Verbreitungsgebietes sehr empfindlich gegenüber Veränderungen. Die seit Jahren laufenden Schutzbemühungen örtlicher Naturschützer und Biologen bestehen im Wegfangen der Hauskatzen mittels Fallen und im Betreiben einer Schutzstation. Nachzuchten dieser Schutzstation sollen schließlich in verschiedenen Gebieten auf La Gomera angesiedelt werden.

## Taxonomie
Die Art wurde zeitweilig auch als Gallotia gomerana bezeichnet, dieser Name findet jedoch keine Verwendung mehr.
Der wissenschaftliche Artname ist Dr. Telesforo Bravo gewidmet, in Anerkennung seiner großen Verdienste um die Erforschung der Geologie und Paläontologie der Kanarischen Inseln.